# DJ·奎爾斯
DJ·奎爾斯（Donald Joseph "DJ" Qualls，1978年6月10日—）是美國的一位演員、製作人和模特。他最著名的作品包括了哈拉上路、新丁駕到和川流熙攘，他也出演過生活大爆炸等電視劇。

## 外部連結
- DJ·奎爾斯在互联网电影资料库（IMDb）上的資料（英文）